# Mirabilicoxa magnispina
Mirabilicoxa magnispina är en kräftdjursart som först beskrevs av Menzies1962.  Mirabilicoxa magnispina ingår i släktet Mirabilicoxa och familjen Desmosomatidae. Inga underarter finns listade i Catalogue of Life.